# Asilus poecilopus
Asilus poecilopus là một loài ruồi trong họ Asilidae. Asilus poecilopus được Philippi miêu tả năm 1865. Loài này phân bố ở vùng Tân nhiệt đới.